# Csincse (przystanek kolejowy)
Csincse (węg: Csincse megállóhely) – przystanek kolejowy w Csincse przy Petőfi utca, na Węgrzech.

## Linie kolejowe
- Linia kolejowa 80 Budapest – Hatvan - Miskolc - Sátoraljaújhely